# 2002年亞洲運動會中國澳門代表團
2002年亞洲運動會於2002年9月29日至10月14日在韓國釜山舉行，中國澳門代表團拿下2面銀牌和2面銅牌，在獎牌榜中名列第29位。